# Helius melanolithus
Helius melanolithus là một loài ruồi trong họ Limoniidae. Chúng phân bố ở miền Australasia.